# Джулія Морган
Джулія Морган (англ. Julia Morgan; 20 січня 1872 року — 2 лютого 1957 року) — американська архітекторка та кінопродюсерка.
Перша жінка, прийнята на архітектурний факультет у Паризьку національну вищу школу красних мистецтв (Франція), і перша жінка з ліцензією архітектора в Каліфорнії. Авторка архітектурних проєктів понад 700 будинків у Каліфорнії.
Найбільш відомий прєект, над яким вона працювала з 1919 по 1947 рік — Замок Герста.

## Роботи

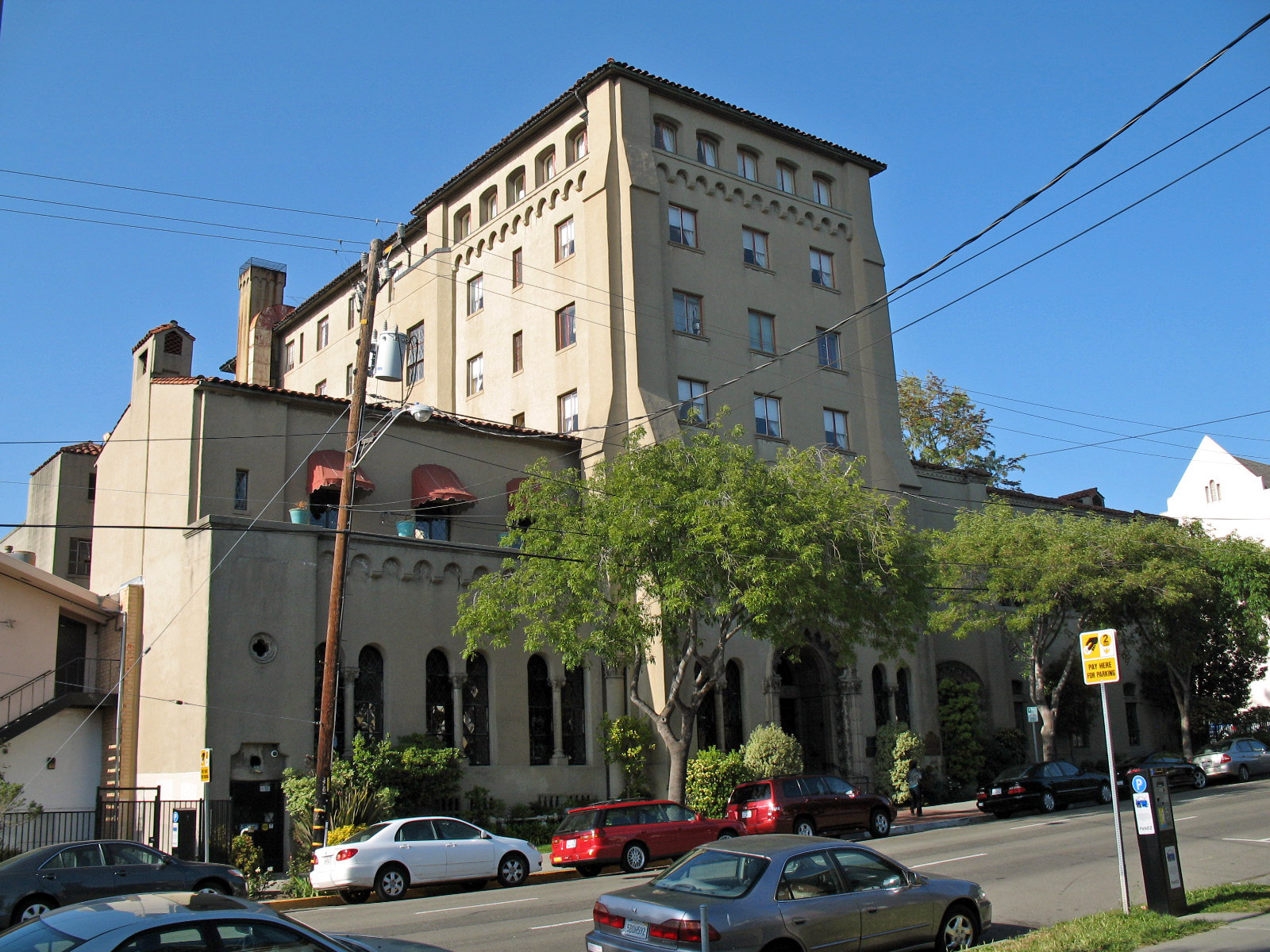
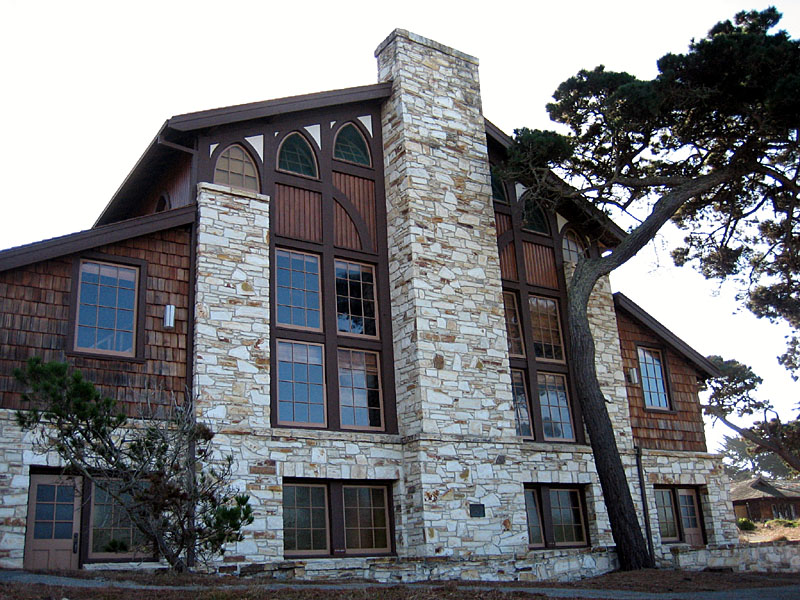
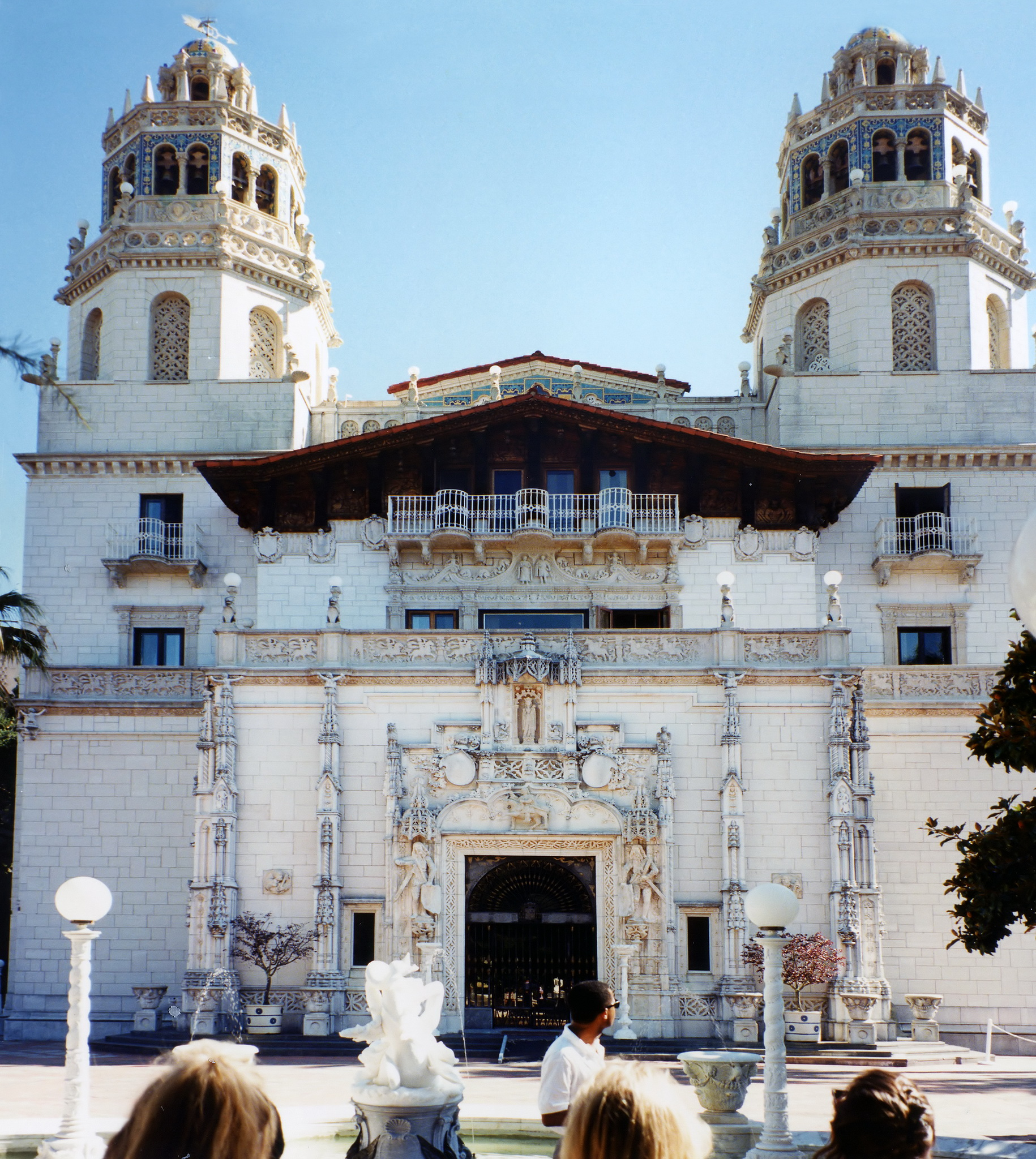
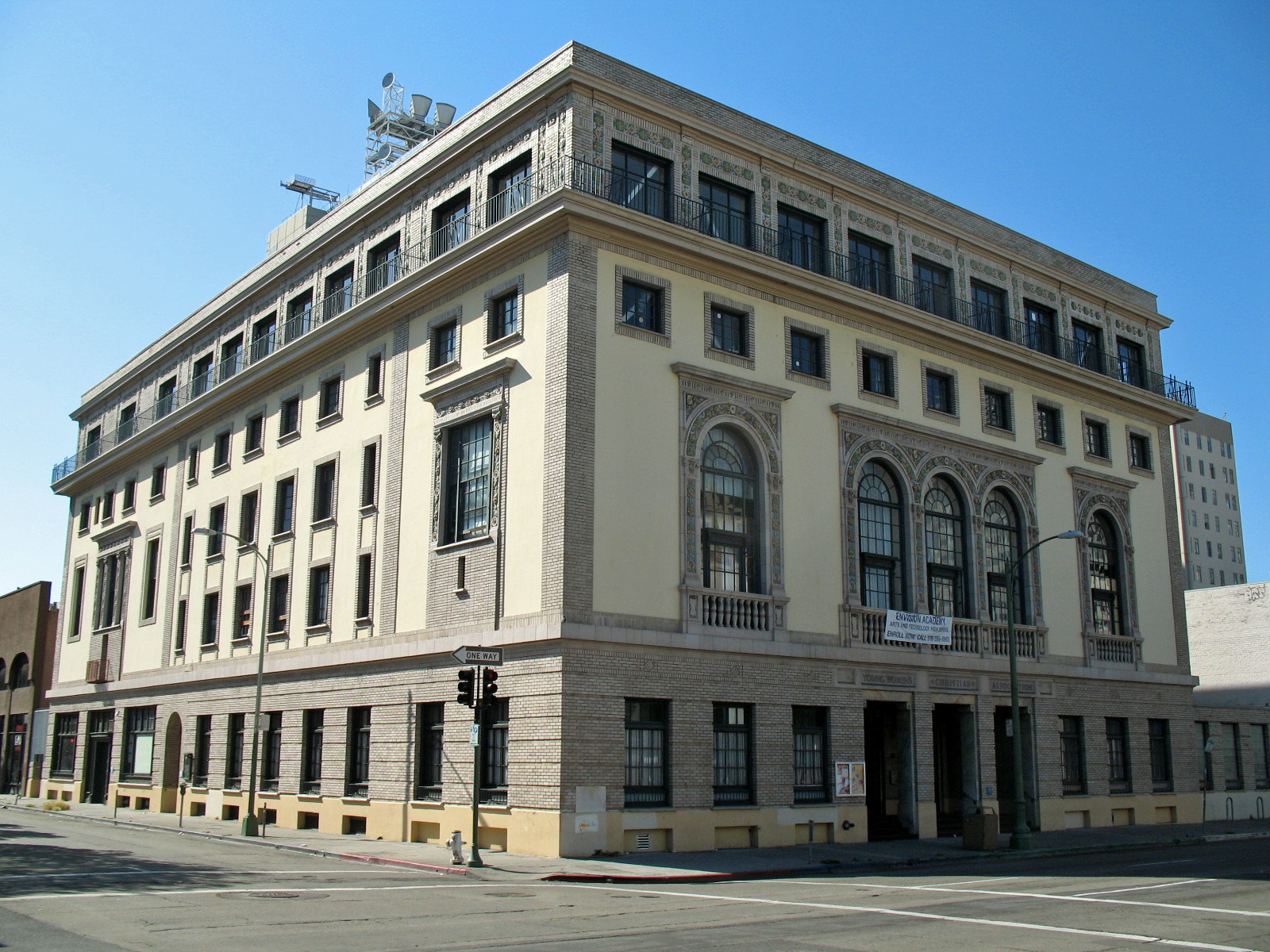
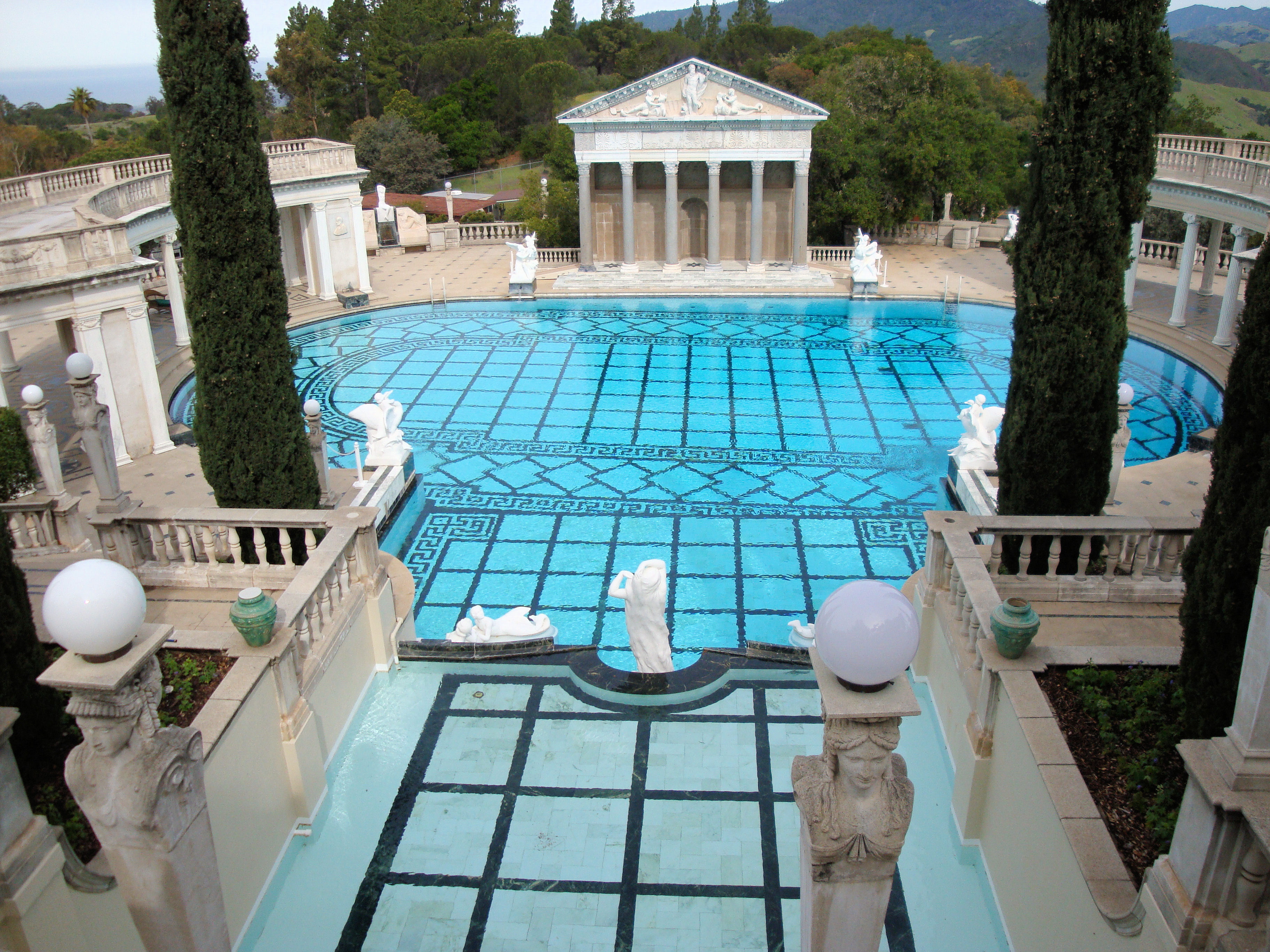
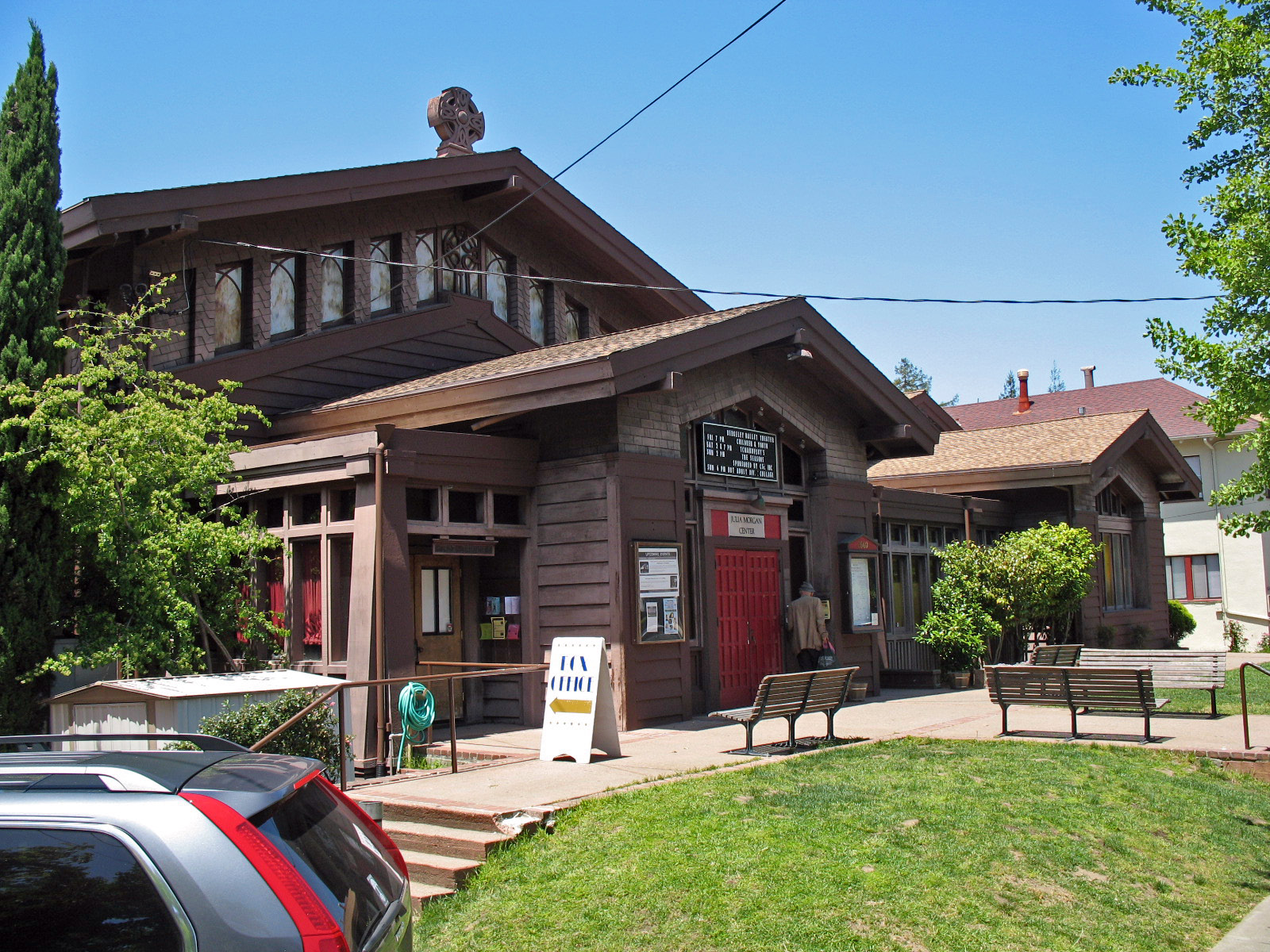
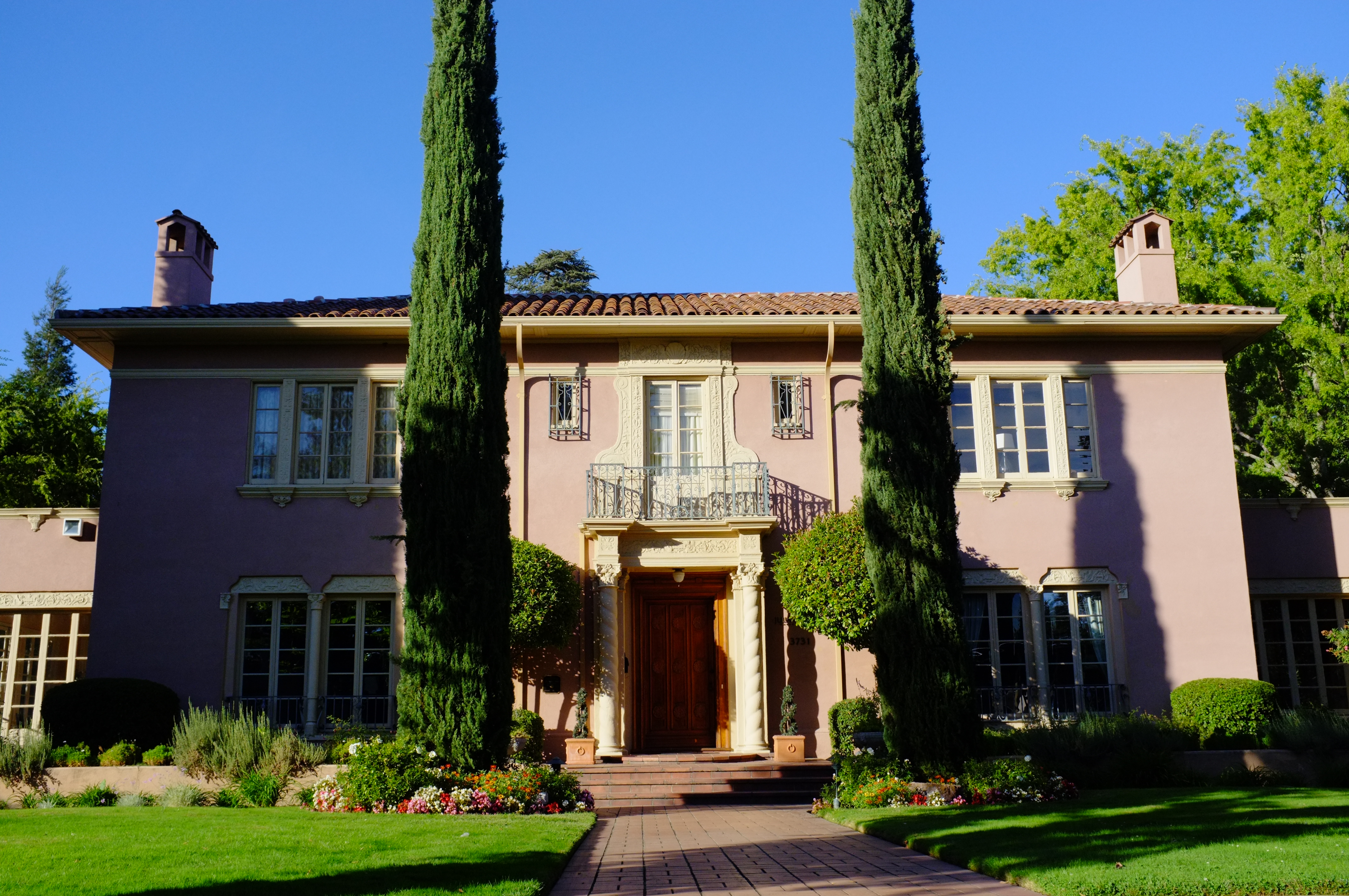